# Can Öncü
Can Alexander Öncü (Alanya, 2003. július 26.) török motorversenyző, a Supersport-világbajnokságban versenyez.

## Karrierje
2016 és 2017 között ikertestvérével, Deniz Öncüvel az Asia Talent Cup versenyein vettek részt, ahol előbb 9., majd 3. helyen fejezte be az összetett bajnokságot. 2017 és 2018 között a Red Bull MotoGP Rookies Cup-ban versenyzett. Első szezonjában a 3. helyen végzett az összetettben, míg a másodikban bajnok lett. Ebben az évben a FIM CEV Moto3 junior világbajnokságon is indult a Red Bull KTM Ajo csapatával. A Moto3-ban a valenciai nagydíjon indult először. Az időmérő edzésen a 4. helyet szerezte meg. Legelső vb-futamát négy másodperces előnnyel megnyerte, mindezt 15 évesen és 116 naposan, átadva ezzel a múltnak Scott Redding 2008-as vonatkozó korrekordját. A 2019-es szezon előtt a Red Bull KTM Ajo Moto3-as csapata bejelentette, hogy egész évre szerződést kötöttek.
2020-ban aláírt a Supersport-világbajnokságban szereplő Turkish Racing Team-hez. 2021 és 2022-ben a Kawasaki Puccetti Racing csapatánál versenyzett. 2021 szeptemberében a francia nagydíj második futamán szerezte meg első dobogóját a sorozatban, itt harmadik lett. 2022-ben 8 dobogós helyet szerzett meg, így az összetett bajnokságban a 3. helyen fejezte be a szezont. 2023-ban az indonéziai versenyhétvégén megszerezte első futamgyőzelmét.

## Eredményei

### Teljes MotoGP-eredménylistája
(Táblázat értelmezése)

(Félkövér: pole-pozícióból indult; dőlt: leggyorsabb kört futott) 

| Év   | Géposztály | Motor | 1   | 2   | 3   | 4   | 5   | 6   | 7   | 8   | 9   | 10  | 11  | 12  | 13  | 14  | 15  | 16  | 17  | 18  | 19  | Helyezés | Pont |
| 2018 | Moto3      | KTM   | QAT | ARG | AME | ESP | FRA | ITA | CAT | NED | GER | CZE | AUT | GBR | RSM | ARA | THA | JPN | AUS | MAL | VAL | 24.      | 25   |
| ---- | ---------- | ----- | --- | --- | --- | --- | --- | --- | --- | --- | --- | --- | --- | --- | --- | --- | --- | --- | --- | --- | --- | -------- | ---- |
| 2018 | Moto3      | KTM   |     |     |     |     |     |     |     |     |     |     |     |     |     |     |     | 1   |     |     |     | 24.      | 25   |
| 2019 | Moto3      | KTM   | QAT | ARG | AME | ESP | FRA | ITA | CAT | NED | GER | CZE | AUT | GBR | RSM | ARA | THA | JPN | AUS | MAL | VAL | 31.      | 8    |
| 2019 | Moto3      | KTM   | 18  | 26  | Ki  | 18  | 16  | 18  | Ki  | 16  | 14  | 14  | Ki  | 24  | Vi  |     |     | 18  | 16  | 20  | 12  | 31.      | 8    |

### Teljes Supersport-világbajnokság eredménylistája
(Táblázat értelmezése)

(Félkövér: pole-pozícióból indult; dőlt: leggyorsabb kört futott) 

| Év   | Motor    | 1   | 1   | 2   | 2   | 3   | 3   | 4   | 4   | 5   | 5   | 6   | 6   | 7   | 7   | 8   | 8   | 9   | 9   | 10  | 10  | 11  | 11  | 12  | 12  | Helyezés | Pont |
| Év   | Motor    | R1  | R1  | R1  | R2  | R1  | R2  | R1  | R2  | R1  | R2  | R1  | R2  | R1  | R2  | R1  | R2  | R1  | R2  | R1  | R2  | R1  | R2  | R1  | R2  | Helyezés | Pont |
| 2020 | Kawasaki | AUS | AUS | ESP | ESP | POR | POR | ESP | ESP | ESP | ESP | ESP | ESP | FRA | FRA | POR | POR |     |     |     |     |     |     |     |     | 12.      | 65   |
| ---- | -------- | --- | --- | --- | --- | --- | --- | --- | --- | --- | --- | --- | --- | --- | --- | --- | --- | --- | --- | --- | --- | --- | --- | --- | --- | -------- | ---- |
| 2020 | Kawasaki | 9   | 9   | 9   | 12  | Ki  | 10  | 13  | 13  | Ki  | Ki  | 12  | Ki  | 6   | 7   | 6   | 14  |     |     |     |     |     |     |     |     | 12.      | 65   |
| 2021 | Kawasaki | ESP | ESP | POR | POR | ITA | ITA | NED | NED | CZE | CZE | ESP | ESP | FRA | FRA | ESP | ESP | ESP | ESP | POR | POR | ARG | ARG | IDN | IDN | 6.       | 182  |
| 2021 | Kawasaki | 10  | 14  | Ki  | 7   | 8   | Ki  | 7   | 7   | 8   | 9   | 8   | Ki  | 8   | 3   | 4   | Ki  | T   | 6   | 8   | 10  | 3   | 2   | 7   | 6   | 6.       | 182  |
| 2022 | Kawasaki | ESP | ESP | NED | NED | POR | POR | ITA | ITA | GBR | GBR | CZE | CZE | FRA | FRA | ESP | ESP | POR | POR | ARG | ARG | IDN | IDN | AUS | AUS | 3.       | 264  |
| 2022 | Kawasaki | 3   | Ki  | Ki  | 3   | 4   | 5   | 4   | 5   | 5   | 8   | 21  | 4   | 4   | 6   | 3   | 2   | 9   | 3   | 4   | 7   | 3   | 3   | 3   | Ki  | 3.       | 264  |
| 2023 | Kawasaki | PHI | PHI | MAN | MAN | ASS | ASS | BAR | BAR | MIS | MIS | DON | DON | IMO | IMO | MOS | MOS | MAG | MAG | ARA | ARA | POR | POR | JER | JER | 13.      | 89   |
| 2023 | Kawasaki | Ki  | 3   | 1   | 4   | 7   | Ki  |     |     |     |     |     |     |     |     |     |     | 17  | 14  | 17  | 17  | 14  | 15  | 11  | 3   | 13.      | 89   |
| 2024 | Kawasaki | PHI | PHI | BAR | BAR | ASS | ASS | MIS | MIS | DON | DON | MOS | MOS | POR | POR | MAG | MAG | CRE | CRE | ARA | ARA | POR | POR | JER | JER | 13.      | 92   |
| 2024 | Kawasaki | Ki  | 16  | 8   | 9   | 16  | 9   | Ki  | 29  | 15  | 12  | 11  | 10  | 11  | 7   | 5   | 9   | 22  | 8   | 7   | 11  | Vi  | Vi  | 23  | Ki  | 13.      | 92   |